# 白岩乡 (吉首市)
白岩乡，是中华人民共和国湖南省湘西土家族苗族自治州吉首市下辖的一个乡镇级行政单位。

## 行政区划
白岩乡下辖以下地区：
白岩村、紫新村、雅沙村、毛坪村、补戈村、上坪村、桥六村、檀木村、着落村和杨柳村。